# Болтино (Одинцовський район)
Болтіно (рос. Болтино) — село в Одинцовському районі Московської області Російської Федерації.

## Розташування
Село Болтіно входить до складу міського поселення Кубинка. Найближчий населений пункт Дубки. Найближча залізнична платформа Садова.

## Населення
Станом на 2006 рік у селі проживала 21 особа.